# マイク・ブロワーズ
マイケル・ロイ・ブロワーズ（Michael Roy "Mike" Blowers、 1965年4月24日 - ）は、アメリカ合衆国の元プロ野球選手（内野手）。ドイツ（旧西ドイツ）バイエルン州ヴュルツブルク出身。右投右打。
阪神タイガースでの登録名は「マイケル・ブロワーズ」。

## 来歴・人物
父親がアメリカ軍に従軍していた関係で、旧西ドイツで生まれた。
1986年のMLBドラフト10巡目でモントリオール・エクスポズに指名されて契約。1989年8月29日に、ジョン・キャンデラリアとのトレードでニューヨーク・ヤンキースに移籍。同年9月1日にメジャーデビューを果たす。
1991年5月17日に、マイナー選手とのトレードでシアトル・マリナーズに移籍。マリナーズ時代は、ファンがファウルボールを取ろうとして身を乗り出した際に、勢いあまって買ったばかりのフライドポテトをフィールドへ落としてしまった事を気の毒に思い、ファンにフライドポテトをおごったところ、チームがサヨナラ勝ちをしたという逸話がある。エドガー・マルティネスが足の故障で長期欠場した1993年に三塁手のレギュラーに定着（マルティネスは復帰後は指名打者としての出場が主となった）。1995年には自己最多の134試合出場、23本塁打を記録したが、その年オフの11月29日に、ミゲル・カイロとウィリス・オタネズとのトレードで、ロサンゼルス・ドジャースに移籍。
ドジャースからは1年でFAとなり、1997年はマリナーズに復帰して1年間プレー。1998年は再度FAでオークランド・アスレチックスに移籍し、3年ぶりに2桁本塁打をマークした。
1999年1月に、年俸2億2,000万円の大型契約で阪神タイガースに入団。開幕直後の4月7日に私用のため一時帰国。復帰後は4番・三塁で出場を続けていたが打撃の調子が上がらず、6月に入ると数試合スタメンを外された。スタメン復帰後は7月に3試合連続で決勝適時打を放ったり、1試合で4安打1本塁打を記録するなど、ようやく本領発揮の兆しが見られたが、オールスターゲームの前後から再び深刻な不振に陥った。
8月1日の対横浜ベイスターズ戦で、2度の好機に凡退し、さらに6回表に失点につながる失策を犯したことから、その裏の打席を最後に平尾博司と交代させられる。6回の打席は併殺打だったが、監督の野村克也はこの打席の結果に関係なく7回の守備から平尾に代えることを決めていたという。結果的にこの試合が阪神での最後のスタメン出場となった。翌日の対中日ドラゴンズ戦では4回裏1アウト満塁の時、先発投手藪恵壹の代打として出場したが、野口茂樹のスライダーに詰まらされ、結果は遊ゴロ併殺打に終わった。
これらの不振に加え、契約条件に『ファームに落とせない』という項目があったことで球団と対立し、シーズン途中の8月4日に解雇された。これで阪神の外国人選手がシーズン中に解雇されたのは、1996年のスコット・クールボー、グレン・デービス、1997年のリード・シークリスト、1998年のアロンゾ・パウエルに続き4年連続となってしまった。野村が著した『あぁ阪神タイガース―負ける理由、勝つ理由』によれば、「1998年のオフに一度引退していたにもかかわらず阪神フロントが獲得した」という噂があったと指摘されている。ホームベースからかなり離れて立つバッティングフォームだったこともあり、外角に逃げるスライダー系の球に極端に弱かった。
阪神退団後の1999年8月28日にマリナーズに復帰し、この年メジャーで19試合に出場したのを最後に引退。引退後はマリナーズのコメンテーターとして活躍している。

## 詳細情報

### 年度別打撃成績
| 年 度     | 球 団     | 試 合 | 打 席 | 打 数 | 得 点 | 安 打 | 二 塁 打 | 三 塁 打 | 本 塁 打 | 塁 打 | 打 点 | 盗 塁 | 盗 塁 死 | 犠 打 | 犠 飛 | 四 球 | 敬 遠 | 死 球 | 三 振 | 併 殺 打 | 打 率 | 出 塁 率 | 長 打 率 | O P S |
| --------- | --------- | ----- | ----- | ----- | ----- | ----- | -------- | -------- | -------- | ----- | ----- | ----- | -------- | ----- | ----- | ----- | ----- | ----- | ----- | -------- | ----- | -------- | -------- | ----- |
| 1989      | NYY       | 13    | 41    | 38    | 2     | 10    | 0        | 0        | 0        | 10    | 3     | 0     | 0        | 0     | 0     | 3     | 0     | 0     | 13    | 1        | .263  | .317     | .263     | .580  |
| 1990      | NYY       | 48    | 157   | 144   | 16    | 27    | 4        | 0        | 5        | 46    | 21    | 1     | 0        | 0     | 0     | 12    | 1     | 1     | 50    | 3        | .188  | .255     | .319     | .574  |
| 1991      | NYY       | 15    | 40    | 35    | 3     | 7     | 0        | 0        | 1        | 10    | 1     | 0     | 0        | 1     | 0     | 4     | 0     | 0     | 3     | 1        | .200  | .282     | .286     | .568  |
| 1992      | SEA       | 31    | 80    | 73    | 7     | 14    | 3        | 0        | 1        | 20    | 2     | 0     | 0        | 1     | 0     | 6     | 0     | 0     | 20    | 3        | .192  | .253     | .274     | .527  |
| 1993      | SEA       | 127   | 429   | 379   | 55    | 106   | 23       | 3        | 15       | 180   | 57    | 1     | 5        | 3     | 1     | 44    | 3     | 2     | 98    | 12       | .280  | .357     | .475     | .832  |
| 1994      | SEA       | 85    | 300   | 270   | 37    | 78    | 13       | 0        | 9        | 118   | 49    | 2     | 2        | 1     | 3     | 25    | 2     | 1     | 60    | 12       | .289  | .348     | .437     | .785  |
| 1995      | SEA       | 134   | 498   | 439   | 59    | 113   | 24       | 1        | 23       | 208   | 96    | 2     | 1        | 3     | 3     | 53    | 0     | 0     | 128   | 18       | .257  | .335     | .474     | .809  |
| 1996      | LAD       | 92    | 358   | 317   | 31    | 84    | 19       | 2        | 6        | 125   | 38    | 0     | 0        | 0     | 3     | 37    | 2     | 1     | 77    | 11       | .265  | .341     | .394     | .735  |
| 1997      | SEA       | 68    | 177   | 150   | 22    | 44    | 5        | 0        | 5        | 64    | 20    | 0     | 0        | 4     | 2     | 21    | 1     | 0     | 33    | 4        | .293  | .376     | .427     | .802  |
| 1998      | OAK       | 129   | 455   | 409   | 56    | 97    | 24       | 2        | 11       | 158   | 71    | 1     | 0        | 2     | 4     | 39    | 1     | 1     | 116   | 13       | .237  | .302     | .386     | .689  |
| 1999      | 阪神      | 73    | 292   | 259   | 31    | 65    | 7        | 1        | 10       | 104   | 43    | 0     | 0        | 0     | 0     | 31    | 1     | 2     | 78    | 7        | .251  | .336     | .402     | .737  |
| 1999      | SEA       | 19    | 50    | 46    | 2     | 11    | 1        | 0        | 2        | 18    | 7     | 0     | 0        | 0     | 0     | 4     | 0     | 0     | 12    | 2        | .239  | .300     | .391     | .691  |
| MLB：11年 | MLB：11年 | 761   | 2585  | 2300  | 290   | 591   | 116      | 8        | 78       | 957   | 365   | 7     | 8        | 15    | 16    | 248   | 10    | 6     | 610   | 80       | .257  | .329     | .416     | .745  |
| NPB：1年  | NPB：1年  | 73    | 292   | 259   | 31    | 65    | 7        | 1        | 10       | 104   | 43    | 0     | 0        | 0     | 0     | 31    | 1     | 2     | 78    | 7        | .251  | .336     | .402     | .737  |

### 記録
MLB
- サイクルヒット：1回 （1998年5月18日、対シカゴ・ホワイトソックス戦、コミスキー・パーク）

NPB
- 初出場・初先発出場：1999年4月2日、対読売ジャイアンツ1回戦（東京ドーム）、4番・三塁手として先発出場
- 初打席：同上、バルビーノ・ガルベスと対戦
- 初安打：1999年4月3日、対読売ジャイアンツ2回戦（東京ドーム）、2回表に桑田真澄から中前安打
- 初打点：1999年4月4日、対読売ジャイアンツ3回戦（東京ドーム）、4回表に上原浩治から二塁ゴロの間に記録
- 初本塁打：1999年4月24日、対ヤクルトスワローズ5回戦（阪神甲子園球場）、7回裏に五十嵐亮太から中越2ラン

### 背番号
- 13 （1989年）
- 24 （1990年 - 同年途中）
- 21 （1990年途中 - 同年終了）
- 14 （1991年）
- 38 （1992年）
- 16 （1993年 - 1995年、1997年）
- 20 （1996年）
- 6 （1998年）
- 61 （1999年 - 同年途中）
- 4 （1999年途中 - 同年終了）